# Kottingbrunn
Kottingbrunn is een gemeente in de Oostenrijkse deelstaat Neder-Oostenrijk, gelegen in het district Baden (BN). De gemeente heeft ongeveer 7500 inwoners.

## Geografie
Kottingbrunn heeft een oppervlakte van 11,63 km². Het ligt in het noordoosten van het land, in de buurt van de hoofdstad Wenen.

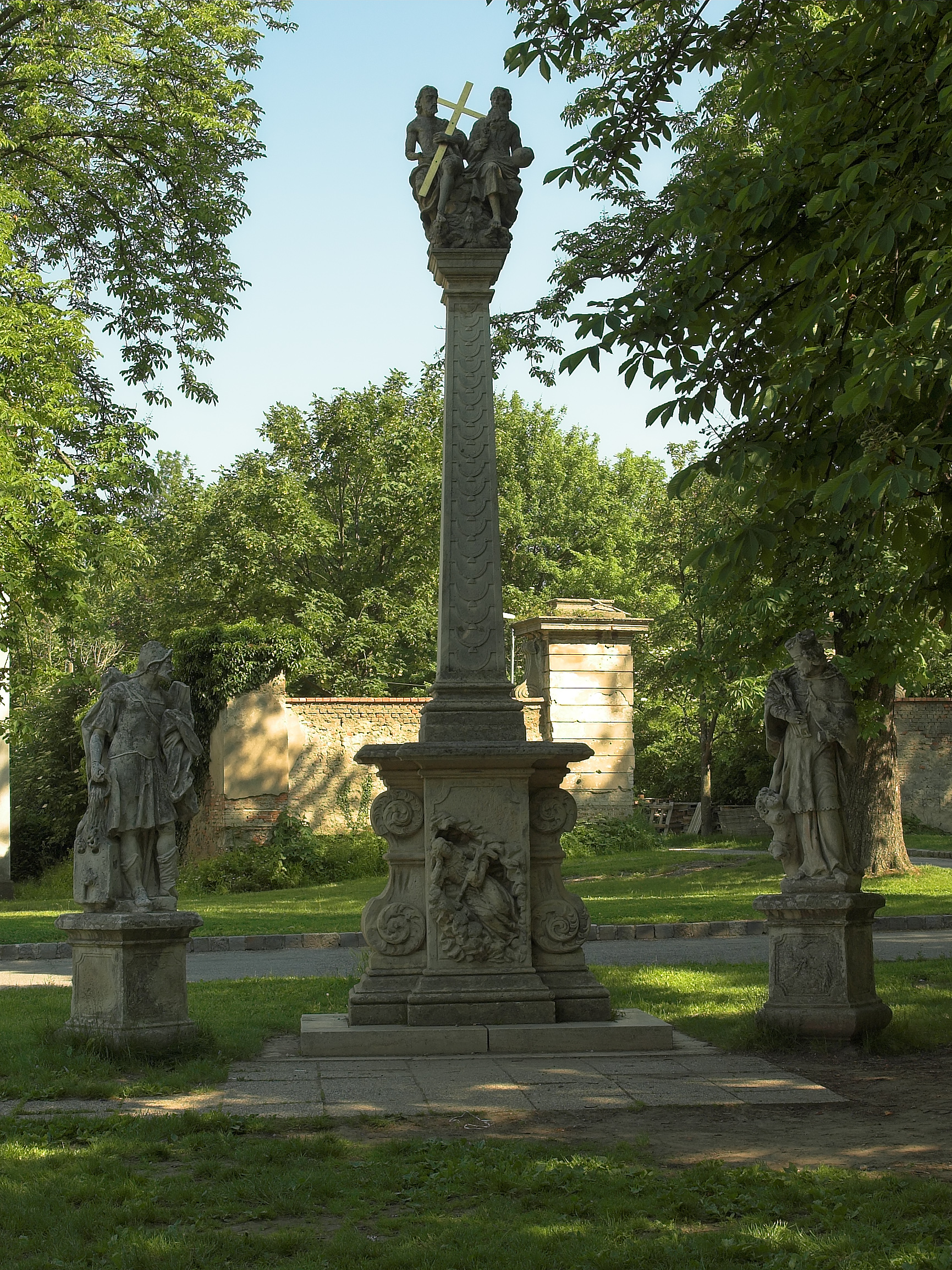
Drievuldigheidszuil in Kottingbrunn
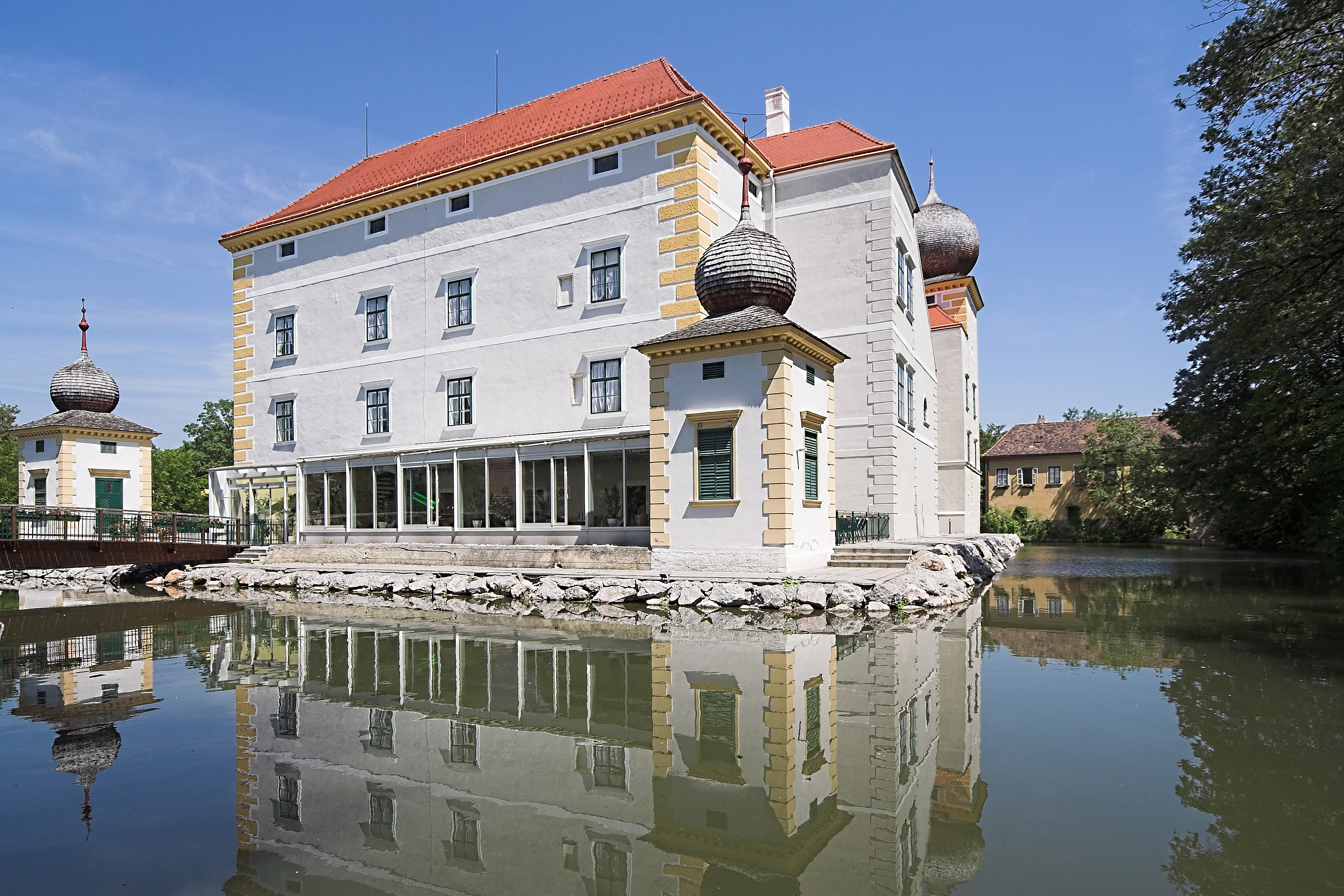
Waterslot in Kottingbrunn

Alland · Altenmarkt an der Triesting · Baden · Bad Vöslau · Berndorf · Blumau-Neurißhof · Ebreichsdorf · Enzesfeld-Lindabrunn · Furth an der Triesting · Günselsdorf · Heiligenkreuz · Hernstein · Hirtenberg · Klausen-Leopoldsdorf · Kottingbrunn · Leobersdorf · Mitterndorf an der Fischa · Oberwaltersdorf · Pfaffstätten · Pottendorf · Pottenstein · Reisenberg · Schönau an der Triesting · Seibersdorf · Sooß · Tattendorf · Teesdorf · Traiskirchen · Trumau · Weißenbach an der Triesting
- Gemeinsame Normdatei: 4809775-5
- MusicBrainz: 6e4198cd-5977-47a7-b69b-e982c341b7f0
- Virtual International Authority File: 238796764
- WorldCat: E39PBJfGRTgQJTR3xF9q4bXKh3